# McAfee Ridge
McAfee Ridge ist ein bis zu 1760 m hoher Gebirgskamm auf der antarktischen Ross-Insel. Am Mount Terror erstreckt er sich vom Ohau Peak in südwest-nordöstlicher Ausrichtung über eine Länge von 1,4 km.
Das Advisory Committee on Antarctic Names benannte ihn 2018 nach Bill McAfee, der über zwei Jahrzehnte im United States Antarctic Program tätig war.